# Hryhorii Petrovych Kozlovskyi
Hryhorii Petrovych Kozlovskyi (tiếng Ukraina: Григо́рій Петро́вич Козло́вський; sinh ngày 1 tháng 2 năm 1971, Horodyslavychy, tỉnh Lviv) là một viên chức quản lý thể thao, doanh nhân và nhà từ thiện Ukraina. Ông là chủ tịch danh dự của FC "Rukh" (Lviv).

## Tiểu sử
Năm 1994, ông tốt nghiệp Viện Kinh tế và Thương mại Lviv, chuyên ngành "kế toán và phân tích hoạt động kinh tế". Sau khi tốt nghiệp, ông vào làm tại bộ phận thông quan của Nhà máy Thuốc lá Lviv (1994-2000). Sau này, nhà máy trở thành một phần của tập đoàn R.J. Reynolds Tobacco của Hoa Kỳ.
Hryhorii Kozlovskyi nhớ lại về những thời điểm khó khăn đó: Trong bối cảnh Liên Xô sụp đổ, tập đoàn phải đối mặt với những vấn đề nghiêm trọng trong việc thông quan hàng hóa. Doanh thu hàng hóa rất ngưng trệ, và nhà máy có thể đã bị thất thoát 4 tỷ (lãi suất trái phiếu).
Năm 2010, ông trở thành đồng sở hữu của công ty đồng thời là giám đốc của nhà máy.
Từ năm 2000 đến năm 2004, ông làm nhân viên quản lý thương vụ tại "Nhà máy Thuốc lá Vynnyky". Trong giai đoạn từ 2006 đến 2010, ông giữ chức vụ giám đốc của công ty xây dựng "Mega Eurobud" LLC.
Năm 2009, ông thành lập tổ hợp khách sạn và nhà hàng "Sviatoslav" ở Vynnyky. Năm 2013, ông trở thành đồng sở hữu của khách sạn "Grand Hotel" tại Lviv.
Trong chiến tranh Nga-Ukraina, ông tích cực tham gia các hoạt động tình nguyện. Năm 2022, ông thành lập Quỹ từ thiện "Ngôi nhà Tình thương", viện trợ nhân đạo cho công dân Ukraina bị ảnh hưởng bởi tình hình chiến sự. Ông đã có nhiều đóng góp tích cực giúp đỡ về vật chất và tài chính cho Lực lượng Vũ trang Ukraina. Tháng 5 năm 2022, ông được Bộ Quốc phòng Ukraina trao tặng "Huy hiệu Danh dự".

## Hoạt động liên quan đến thể thao
Hryhorii Kozlovskyi là chủ tịch danh dự của FC "Rukh" Lviv.
Năm 2009, Hryhorii Kozlovskyi bắt đầu quan tâm đến đội chính và đội trẻ của câu lạc bộ bóng đá "Rukh" tại thành phố Vynnyky, và đã trở thành một nhà tài trợ thường xuyên, giúp cho câu lạc bộ phát triển.
FC "Rukh" đã 4 lần vô địch giải bóng đá Ngoại hạng tỉnh Lviv của các câu lạc bộ nghiệp dư vào các năm 2012, 2013, 2014 và 2015. "Rukh" cũng từng giành được chức vô địch Cúp bóng đá tỉnh Lviv 3 lần vào các năm 2012, 2014 và 2015, Siêu cúp bóng đá tỉnh Lviv năm 2013. Vào ngày 17 tháng 10 năm 2014, câu lạc bộ bóng đá "Rukh" lần đầu tiên trong lịch sử của đội đạt được ngôi vị cao nhất tại giải vô địch bóng đá của các đội nghiệp dư ở Ukraina.
Từ năm 2010 đến năm 2014, Kozlovskyi là cầu thủ thi đấu chính thức của "Rukh" tại giải bóng đá Ngoại hạng tỉnh Lviv. Năm 2013, ông ra sân 1 trận trong màu áo của đội trong khuôn khổ giải bóng đá vô địch nghiệp dư Ukraina.
Vào tháng 7 năm 2016, FC "Rukh" lần đầu tiên được chơi tại giải hạng hai của giải vô địch bóng đá Ukraina. Đội đạt được thành tích xếp thứ hai sau mùa giải và giành được vé lên chơi tại giải hạng nhất của Ukraina.
FC "Rukh" chơi ở giải hạng nhất trong ba mùa giải kế tiếp. Năm 2019, câu lạc bộ được chuyển đến Lviv và thay đổi huy hiệu. Theo kết quả mùa giải 2019/2020, "Rukh" kết thúc mùa giải với vị trí thứ 2 trên bảng xếp hạng và giành quyền thi đấu tại giải bóng đá Ngoại hạng Ukraina.
Trong mùa giải 2020/2021, FC "Rukh" chỉ xếp thứ hạng 10 chung cuộc, ghhi được 28 điểm sau 26 vòng đấu. Mùa giải 2021/2022 bị gián đoạn do chiến tranh giữa Nga và Ukraina nổ ra. Đội chỉ xếp hạng 11 chung cuộc.
Mùa giải 2021/22, đội trẻ của "Rukh" đã giành chức vô địch giải bóng đá vô địch U-19 Ukraina, và giành quyền đại diện cho câu lạc bộ thi đấu tại UEFA Youth League. Đội U-19 FC Rukh đã lọt vào vòng 1/8 của UEFA Youth League, dừng chân khi để thua FC Milan vào ngay 28 tháng 2 năm 2023 với tỷ số 0:1.
Ông đã tài trợ xây dựng Học viện bóng đá FC Rukh. Khu liên hợp thể thao nay được khởi công xây dựng năm 2018 ở ngoại ô Lviv, xung quanh hồ Vynnykivsky.
Học viện bóng đá "Rukh" được trang bị một tổ hợp các sân đào tạo thuộc thế hệ mới nhất: 3 sân cỏ nhân tạo và 5 sân cỏ hỗn hợp, cũng như địa điểm thi đấu trong nhà. Học viên tại Học viện được hỗ trợ đầy đủ chỗ ở, thực phẩm, đào tạo, phục hồi và thuốc men.
Kể từ ngày 24 tháng 2 năm 2022, có khoảng 350 thiếu niên phải lưu trú tại học viện do không thể trở về nhà trong điều kiện chiến tranh đang xảy ra. Học viện đã nhận bảo trợ các học viên và hỗ trợ các em về nhà ở, thực phẩm, giáo dục và đồ dùng thiết yếu.

## Đời tư
Ông kết hôn với Yulia Dumanska, một ca sĩ người Lviv. Hai người có một người con gái, Diana, và một người con trai, Yarema. Hiện tại ông có tổng cộng 5 người con. Trong số đó, Svyatoslav, một người con trai của ông, là một cầu thủ bóng đá chuyên nghiệp hiện đang chơi cho Lviv "Rukh".